# Labidodemas
Genre
Labidodemas est un genre de concombres de mer de la famille des Holothuriidae.

## Description et caractéristiques
Ces holothuries sont molles et lisses, de forme tubulaire, équipées de vingt tentacules buccaux, et ont des podia essentiellement dans les zones ambulacraires. 

## Liste des espèces
Selon World Register of Marine Species (23 juin 2014) :
- Labidodemas americanum Deichmann, 1938 -- Pacifique est
- Labidodemas maccullochi (Deichmann, 1958) -- Pacifique est
- Labidodemas pertinax (Ludwig, 1875) -- Indo-Pacifique tropical de l'Afrique à la Polynésie
- Labidodemas pseudosemperianum Massin, Samyn & Thandar, 2004 -- Pacifique ouest
- Labidodemas punctulatum Haacke, 1880
- Labidodemas quadripartitum Massin, Samyn & Thandar, 2004 -- Afrique du sud
- Labidodemas rugosum (Ludwig, 1875) -- Indo-Pacifique tropical de l'Afrique à la Polynésie
- Labidodemas semperianum Selenka, 1867 -- Indo-Pacifique tropical des Maldives à Hawaii
- Labidodemas spineum Massin, Samyn & Thandar, 2004 -- Grande Barrière de corail

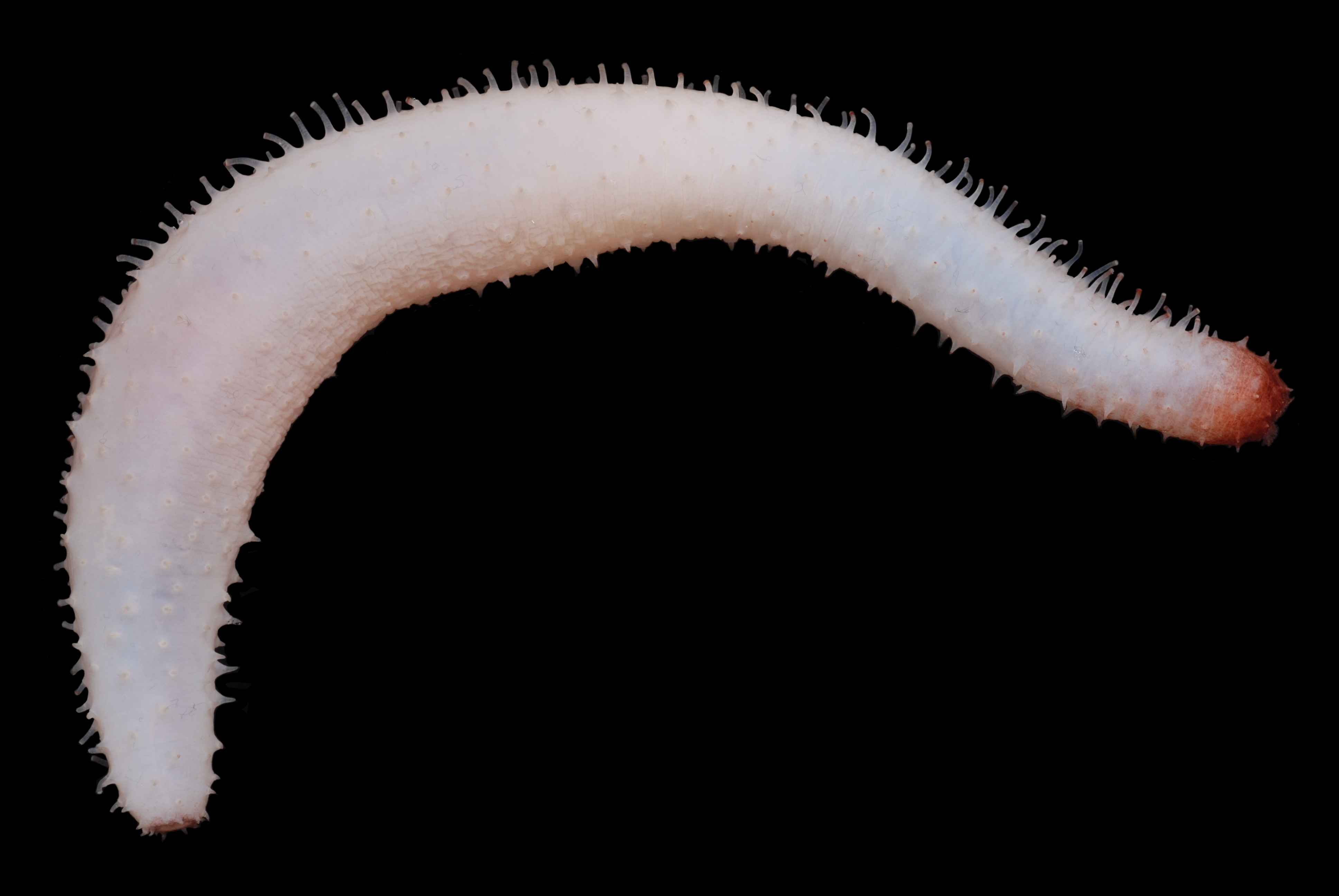
Labidodemas pertinax.
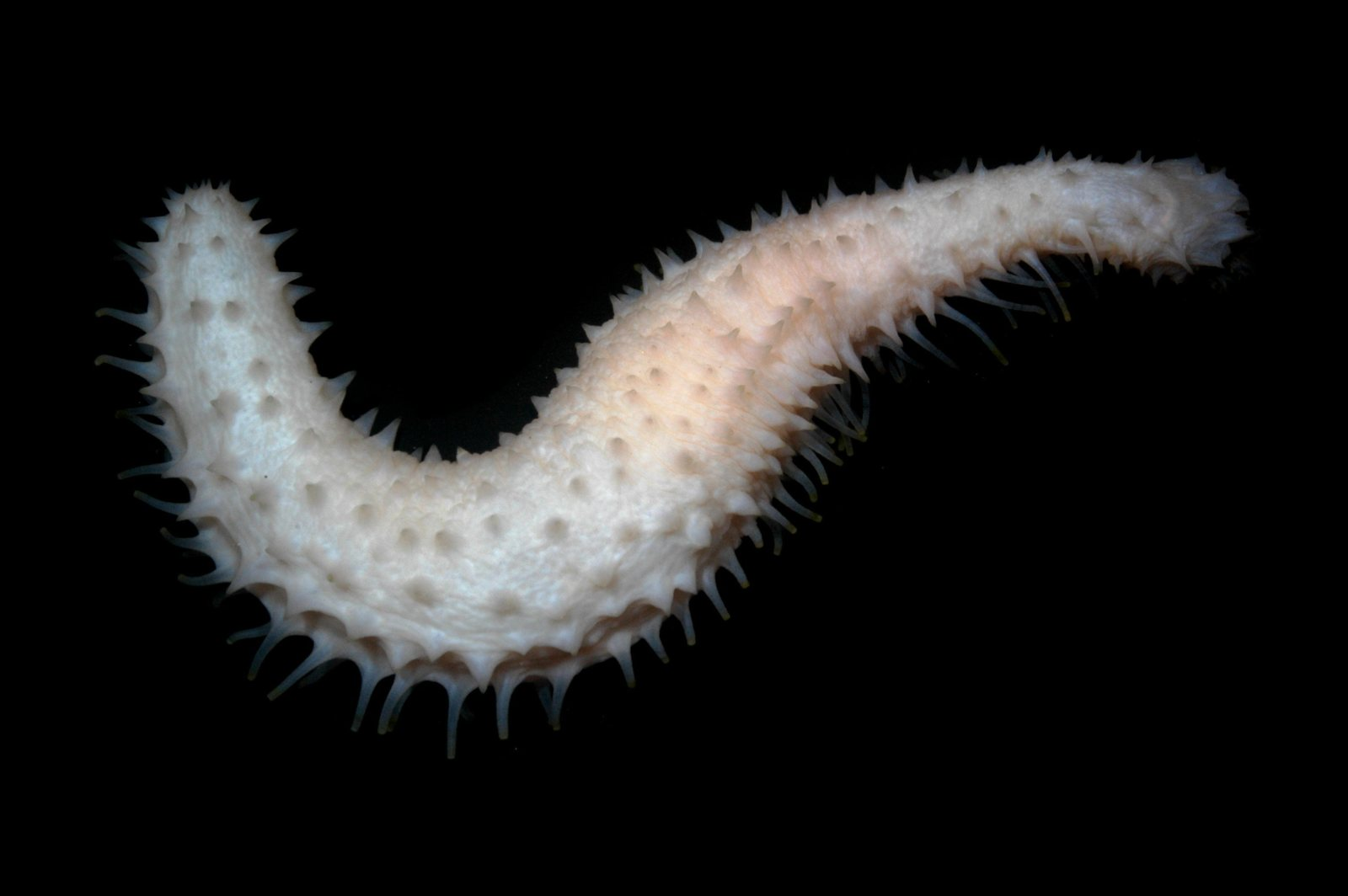
Labidodemas rugosum.
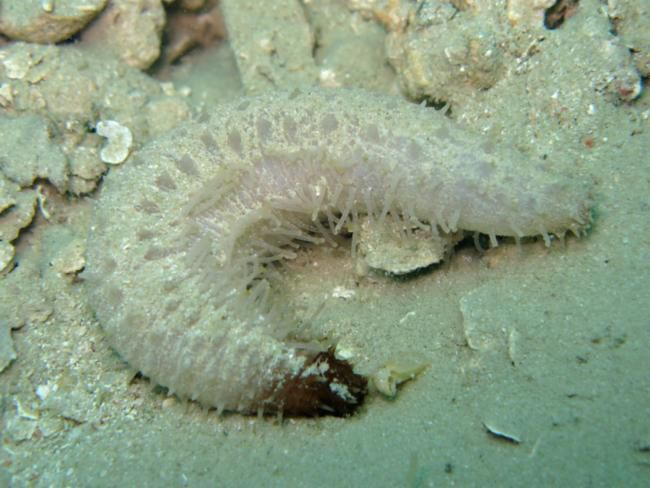
Labidodemas semperianum.